# The Singles 1984–2004
The Singles 1984–2004 je desátým (a druhým výběrovým) albem norské skupiny A-ha. Album bylo vydáno k dvacátému výročí existence skupiny.

## Řazení skladeb
1. Take On Me (album version) 3:48
2. The Sun Always Shines On TV (album edit) 4:43
3. Train Of Thought (remix) 4:16
4. Hunting High And Low (remix) 3:47
5. I've Been Losing You (album version) 4:26
6. Cry Wolf (album version) 4:04
7. Manhattan Skyline (album version) 4:18
8. The Living Daylights (single version) 4:14
9. Stay On These Roads (album version) 4:46
10. Touchy! 4:33
11. Crying In The Rain (album version) 4:22
12. Move To Memphis (album version) 4:13
13. Dark Is The Night For All (album version) 3:47
14. Shapes That Go Together 4:14
15. Summer Moved On – Radio Edit 4:05
16. Minor Earth Major Sky – Niven's Radio Edit 4:02
17. Velvet (album version) 4:06
18. Forever Not Yours 4:04
19. Lifelines – Album Version Edit 3:58

## Obsazení

### Členové skupiny
- Morten Harket (zpěv)
- Paul Waaktaar-Savoy (kytara, zpěv, klávesy)
- Magne Furuholmen (klávesy, zpěv, kytara, klavír)

### Hosté
- Simone Larsen (zpěv)
- Anneli Drecker (zpěv)